# 什別納
49°45′0″N 26°17′5″E / 49.75000°N 26.28472°E
希貝納（烏克蘭語：Шибена）是位於烏克蘭西部的村莊，由赫梅利尼茨基州裡赫梅利尼茨基區的泰奧菲波爾市鎮負責管轄。該村始建於1511年，面積3.25平方公里，海拔高度301米，2001年人口984，人口密度每平方公里302.9人。